# Jaime Alemán
Jaime Eduardo Alemán Healy, né le 14 novembre 1953 à Panama (Panama), est un avocat, homme d'affaires et diplomate panaméen. Il a été ambassadeur du Panama aux États-Unis du 11 août 2009 au 2 janvier 2011, nommé par le président Ricardo Martinelli Berrocal. Alemán est également reconnu pour avoir visité les 193 États membres de l'Organisation des Nations unies, les pôles Nord et Sud, et pour sa participation prévue à un vol suborbital avec Blue Origin lors de la mission New Shepard NS-32, complétant ainsi le "Grand Chelem" du voyage.

## Biographie

### Jeunesse et formation
Jaime Alemán est né le 14 novembre 1953 à Panama. Il a passé une partie de son enfance à Washington, où son père, Roberto Alemán Zubieta, fut l'un des principaux négociateurs des traités Robles-Johnson et ambassadeur du Panama aux États-Unis (1968-1969). Son frère, José Miguel Alemán, est un homme politique panaméen qui s'est présenté à l'élection présidentielle en 2004. Alemán est titulaire d’un doctorat en droit (Juris Doctor) de la Duke University School of Law, obtenu en 1978, et d’un baccalauréat en économie de l’Université de Notre-Dame. Il est membre honoraire du conseil des visiteurs de la Duke University School of Law et a reçu en 2003 le prix international des anciens élèves de cette école.

### Carrière

#### Droit et affaires
Alemán est associé principal du cabinet d'avocat panaméen Alemán, Cordero, Galindo & Lee, qu’il a fondé en 1985. Ce cabinet a été impliqué dans le scandale des Pandora Papers en raison de la fuite de documents. Il a siégé pendant plus de deux décennies aux conseils d’administration de diverses entités, notamment HSBC Bank Panama, Banistmo, Leasing Banistmo, Panamá Power Holdings, Fideicomiso Ena Norte, PKB Bank (Panama) et Tag Bank.
Il est membre de l’Association internationale des avocats du Panama, du chapitre panaméen de la Young Presidents' Organization (YPO), de l’Association du barreau du district de Columbia, de l’Association du barreau du Panama, de l’American Bar Association, de la Society of Trust and Estate Practitioners (STEP) et de l’International Bar Association. Il a également présidé le conseil d’administration de l’Association internationale des avocats du Panama et des Special Olympics[réf. souhaitée].

#### Diplomatie
Alemán a commencé sa carrière publique[Quoi ?] en 1978 comme conseiller juridique à la Banque interaméricaine de développement à Washington. De 1984 à 1985, il a été conseiller juridique du président panaméen Nicolás Ardito Barletta et, en 1988, ministre du Gouvernement et de la Justice sous le président Eric Arturo Delvalle. En 1999, il a été nommé membre du Conseil des affaires étrangères par la présidente Mireya Moscoso. Il a été ambassadeur du Panama aux États-Unis de 2009 à 2011 et a été nommé à nouveau au Conseil des affaires étrangères par le président Laurentino Cortizo en 2020.

## Publications
Alemán a publié son autobiographie, La Honestidad No Tiene Precio, en août 2014 et Alrededor del mundo en 48 años en janvier 2022.

## Réalisations personnelles
Alemán est le premier Hispano-Américain connu à avoir visité les 193 États membres de l'Organisation des Nations unies. Il a également visité le pôle Nord et le pôle Sud et participera à un vol suborbital avec Blue Origin lors de la mission New Shepard NS-32.